# Trigonoderus nobilitatus
Trigonoderus nobilitatus är en stekelart som beskrevs av Graham 1993. Trigonoderus nobilitatus ingår i släktet Trigonoderus och familjen puppglanssteklar.
Artens utbredningsområde är Frankrike. Inga underarter finns listade i Catalogue of Life.